# زوخول اوبا، قوسار
زوخول اوبا (به ترکی آذربایجانی: Zuxuloba) یک منطقه مسکونی در جمهوری آذربایجان است که در شهرستان قوسار و در دهیاری شیروانوفکا واقع شده‌است. زوخول اوبا ۱۲۱ نفر جمعیت دارد.